# Gobierno local

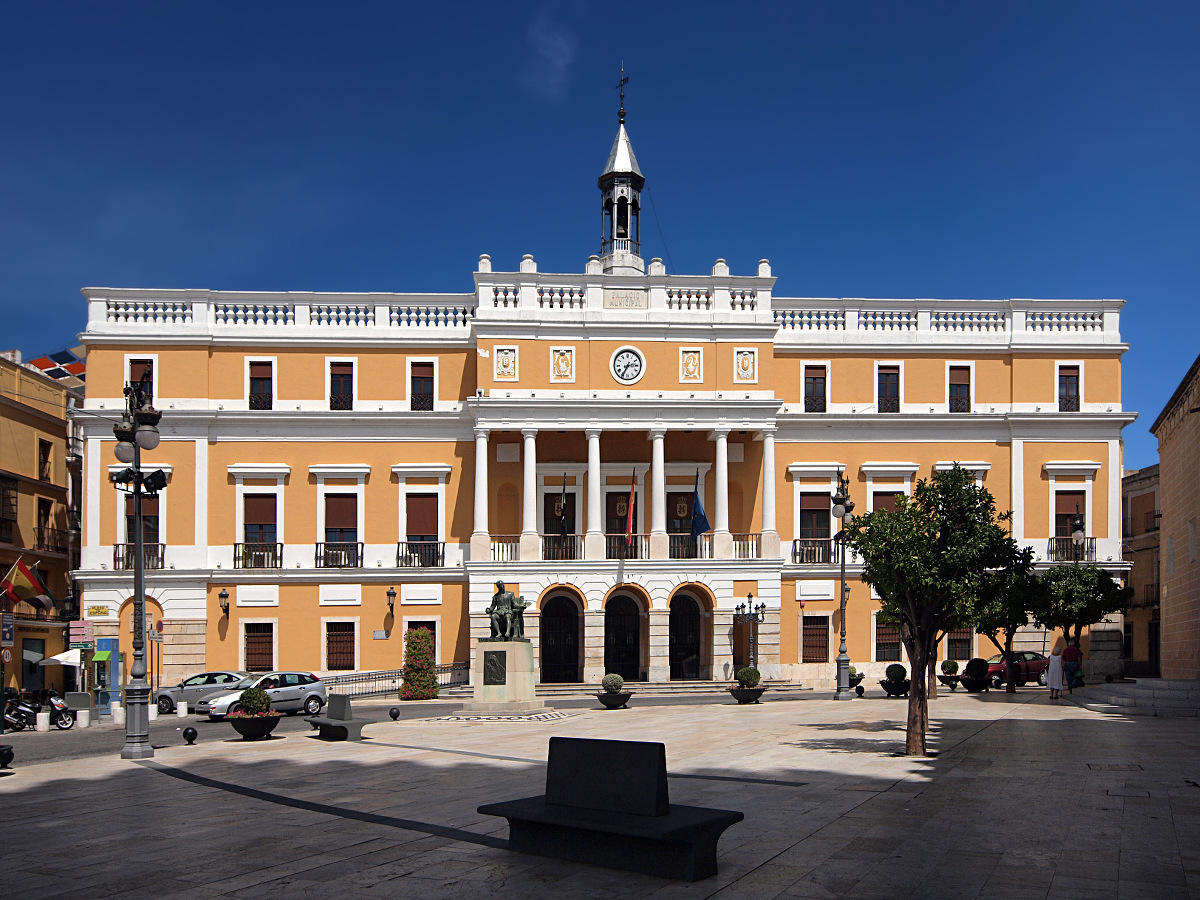
Palacio municipal de la ciudad de Badajoz, España.

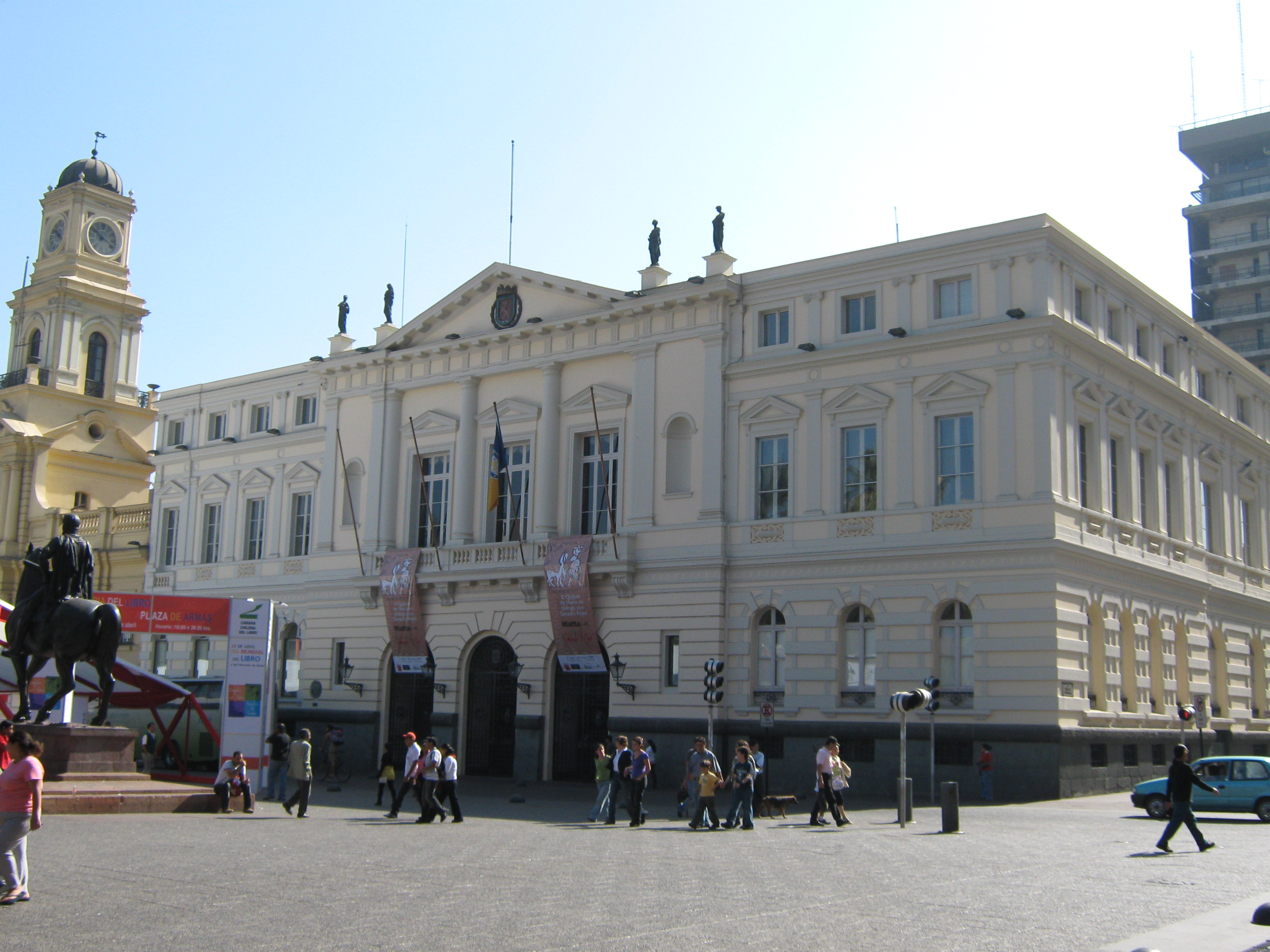
Palacio Municipal de la Comuna de Santiago, Chile

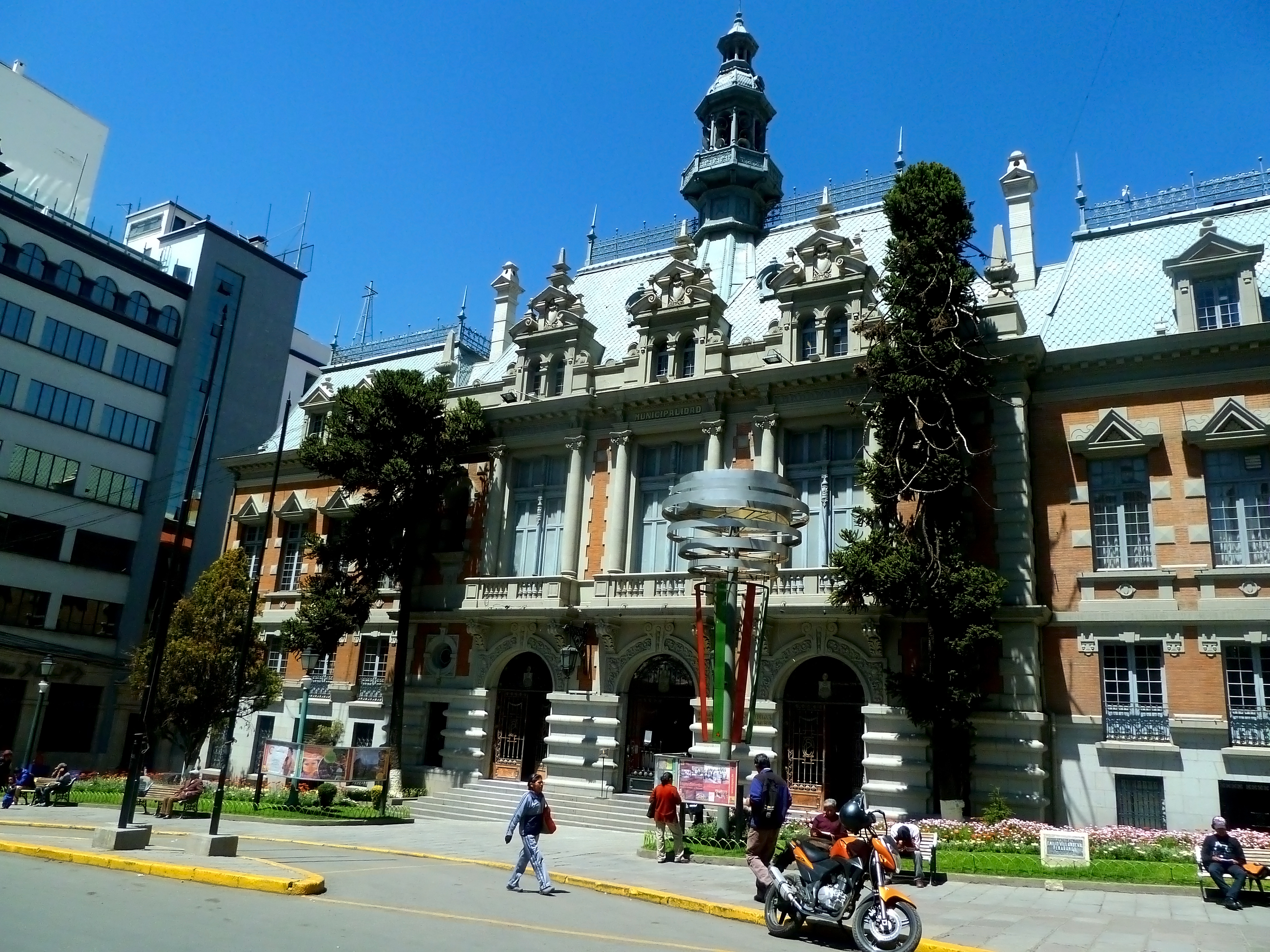
Palacio Consistorial del municipio de La Paz, Bolivia

Gobierno local es aquel gobierno que dirige la administración local en las demarcaciones administrativas inferiores a la provincia, normalmente municipios, comunas o cantones.
Suele estar encabezado por un alcalde, intendente, presidente de comuna o presidente municipal, que ostenta la presidencia de la administración local y del pleno municipal, y formado por los concejales, ediles o regidores que, reunidos en pleno, ejercen la potestad normativa a nivel local. En algunos casos los ayuntamientos de pueblos pequeños se gobiernan por algún tipo de sistema asambleario, como el tradicional que en España se denomina concejo abierto, o concejo deliberante (en países como Argentina, República Dominicana, etc.).
Por extensión, también suele llamarse ayuntamiento, municipalidad, palacio municipal o comuna a la casa consistorial; el edificio que cumple las funciones de sede de la administración.
Generalmente, el ayuntamiento es el órgano administrativo de menor rango territorial y, por tanto, el más cercano al ciudadano, aunque los municipios grandes suelen subdividirse administrativamente en barrios, distritos, cuarteles, secciones, delegaciones y sindicaturas o pedanías (estas últimas de carácter más rural).

## Los gobiernos locales
Las funciones de los ayuntamientos son:
- Limpieza de vías públicas.
- Instalación y arreglo de semáforos.
- Arreglo de calles y veredas.
- Iluminación de las calles y veredas.
- Creación de parques y lugares al aire libre.
- Vigilancia y control del tráfico de personas y vehículos (cámaras de seguridad, policía urbana, local o municipal).
- Extinción de incendios (bomberos).
- Abastecimiento de agua.
- Recaudación de impuestos de carácter local.
- Recogida de basuras y residuos.
- Organización de fiestas patronales.
- Administración de mercados públicos.
- Control de plagas.
- Patrocinio de centros culturales (teatros, bibliotecas, escuelas elementales).
- Creación de centros sociales para ancianos.
- Albergues de peregrinos.
- Mantiene el orden público.

Las funciones principales del alcalde y de los concejales son:
1. Administrativa, reorganizan los gastos ordinarios municipales y deciden en que gastar el dinero que sobra, de cubrir estos gastos.
2. Legislativa, pueden cambiar o modificar la ley local dentro de los límites legales.

## Integrantes
Los más importantes que forman la alcaldía o municipalidad, son:
- Alcalde / Intendente (Argentina): Es el encargado de administrar y gestionar el municipio.
- Concejales o Regidores Miembros de la Corporación Municipal: Supervisan, aprueban o rechazan los proyectos municipales.

## Gobiernos y administraciones municipales en países hispanohablantes

### Bolivia
En Bolivia, el órgano de gobierno municipal es denominado Gobierno Autónomo Municipal que tiene como cabeza a un Alcalde Municipal y como órgano un Concejo Municipal.

### Chile
En Chile, el órgano de gobierno local es la municipalidad; que es una corporación autónoma de derecho público, con personalidad jurídica y patrimonio propio, a la cual le corresponde la administración de una comuna, y cuya finalidad es satisfacer las necesidades de la comunidad local y asegurar su participación en el progreso económico, social y cultural. En Chile no existen gobiernos municipales, pues el gobierno interior del Estado se extiende solo al nivel regional y provincial. La Municipalidad está constituida por un alcalde y un concejo comunal electos directamente por un periodo de 4 años, renovable. La municipalidad es la encargada de los servicio de salud de atención primaria, desarrollo local y fomento productivo. Actualmente existen 345 municipalidades.

### Colombia
En Colombia, la estructura organizacional municipal está compuesta por la Alcaldía municipal (en esta se encuentra la administración municipal y las entidades descentralizadas del municipio), el Concejo municipal y la personería.
Los concejos municipales en Colombia pueden asignar funciones administrativas a sectores específicos del municipio mediante la creación de una Junta Administradora Local (JAL), de acuerdo con el correspondiente nivel administrativo territorial definido por el propio municipio para dichos sectores.

### Costa Rica
En Costa Rica las divisiones locales son los cantones. Se usa el término municipalidad para referirse a los gobiernos locales; sin embargo en algunos lugares se utiliza el término ayuntamiento como sinónimo. Está compuesta por una rama ejecutiva encabezada por el alcalde y una legislativa denominada concejo municipal. Costa Rica tiene en la actualidad 84 municipalidades, ya que de acuerdo con la ley debe haber una por cada cantón. Los cargos dentro del ayuntamiento son: el alcalde, los regidores, concejos de distrito y los síndicos. Estos son elegidos el primer domingo de febrero, dos años después de las elecciones nacionales en que se elige al Presidente, Vicepresidentes y Diputados. Toman posesión de sus cargos el primer día de mayo del mismo año de su elección, por un periodo de cuatro años y, a partir de las Elecciones municipales de Costa Rica de 2024, pueden ser reelegidos para otro periodo, y solamente pueden postularse a la reelección tras dos periodos de por medio. El ayuntamiento más antiguo es el de Cartago.

### Ecuador
En Ecuador, los cantones tienen un gobierno autónomo descentralizado municipal integrado cada uno por un concejo municipal y un alcalde. El concejo municipal es la máxima autoridad del cantón y retiene el poder legislativo que se manifiesta a través de ordenanzas municipales; además, está integrado por varios concejales cuyo número varía por la cantidad de habitantes en su territorio. Conjuntamente con el concejo municipal, ese encuentra la figura del alcalde en el cual reposa el poder ejecutivo del cantón, siendo a su vez quien preside el concejo municipal y mantiene voto dirimente en la toma de decisiones. Tanto los concejales, como el alcalde, son elegidos mediante voto popular; sin embargo, una vez instalada la nueva administración, los concejales eligen de entre ellos al vicealcalde, quien solo tendrá funciones específicas determinadas por el consejo y reemplazará al alcalde en ocasiones especiales.
Por otra parte, las parroquias rurales cuentan con reconocimiento por el ordenamiento jurídico y se los asigna un gobierno autónomo descentralizado parroquial.

### El Salvador
En El Salvador no se utiliza el término ayuntamiento. En las ciudades salvadoreñas, por lo general bajo una misma edificación, se encuentran ubicados la alcaldía y el concejo (entidad administrativa de las ciudades) pero se usa el término Alcaldía de XXX o Palacio Municipal de XXX. En El Salvador hasta abril de 2024 eran 262 municipalidades. Tras una reforma legislativa, a partir de mayo de 2024 pasan a ser 44 municipalidades.

### Honduras
En Honduras, se emplea el término municipio para nombrar la división política más cercana a los ciudadano, dirigida por un alcalde, quien selecciona un cuerpo legislativo compuesto por regidores municipales. Honduras tiene un total de 298 alcaldías en su territorio, incluyendo las del Departamento insular de Islas de la Bahía.

### México
En México, la base de su división territorial y de organización política y administrativa es el municipio libre, y los municipios son regidos por un Ayuntamiento, regido por el presidente municipal, quien ejerce el poder ejecutivo, en tanto ejecuta los acuerdos del Ayuntamiento y realiza la administración municipal; el que realiza funciones de poder legislativo es el Ayuntamiento, formado por la planilla electa con el candidato a la alcaldía, compuesto por regidores, a quienes no elige individualmente la ciudadanía por voto directo, sino que la planilla pasa en automático si gana el alcalde, y los síndicos, que sí se eligen mediante votación. En el Estado de Nayarit si se elige individualmente a los regidores. Sin embargo, su elección y composición puede variar de un estado o de un municipio a otro. Los municipios se dividen en delegaciones para fines de elección o designación de representantes. En el estado de Sinaloa, los municipios se dividen en sindicaturas, gobernadas por un síndico, electo por voto popular. En el estado de Baja California, los municipios se dividen en delegaciones, gobernadas por un delegado, nombrado por el presidente municipal. En el estado de Puebla, se dividen en juntas auxiliares, y en el estado de México, en presidencias municipales. En el caso de la Ciudad de México, desde 2017 las que hasta ese año se llamaban delegaciones desde ese entonces se llaman alcaldías.[cita requerida]

### Paraguay
En Paraguay, se usa "municipio" o "municipalidad" para referirse a la división política en que están divididas los departamentos y, por añadidura, para referirse a las autoridades municipales en forma genérica. La autoridad ejecutiva máxima del municipio es el intendente, mientras que las funciones legislativas recaen en el Concejo Deliberante (integrado por concejales).

### Perú
En Perú, el órgano de gobierno municipal se denomina municipalidad. No se usa la palabra ayuntamiento.
Los gobiernos locales en el Perú son entidades públicas encargadas de la administración en el ámbito a nivel local que son ejercidas en las provincias, distritos y los centros poblados. A nivel local es gobernada por los municipios: 196 municipios provinciales, 1 695 municipios distritales y 2 859 municipios de los centros poblados.
Los gobiernos locales de la provincia de Lima y de los distritos y provincias de frontera tiene un régimen especial de gobierno. La Municipalidad Metropolitana de Lima tiene un régimen especial mediante las leyes de descentralización y de las municipalidades. La municipalidad de Lima tiene competencia y funciones reconocidas a gobierno regional con jurisdicción en la provincia de Lima. Asimismo los municipios de frontera tiene un régimen especial según la ley de municipalidades. En el caso de la provincia del Callao tiene dos nivel de gobiernos autónomos que ejercen en una misma jurisdicción: gobierno regional y gobierno local.
A nivel local la municipalidad provincial ejerce jurisdicción sobre el territorio de la respectiva provincia y del distrito denominado "cercado" (distrito donde se encuentra la capital provincial). La municipalidad distrital, ejerce jurisdicción sobre el distrito. La jurisdicción de la municipalidad del centro poblado la determina el respectivo concejo provincial, a propuesta del concejo distrital.
Los gobiernos locales tienen autonomía política, económica y administrativa en los asuntos de su competencia. El objetivo de los gobiernos locales es promover el desarrollo y la economía local, así como la prestación de los servicios públicos. Se organiza mediante el Consejo Municipal que ejerce funciones normativas y fiscalizadoras, mientras que la Alcaldía asume el órgano ejecutivo del gobierno local. El concejo municipal está conformado por el alcalde y los regidores, el alcalde además lidera el órgano ejecutivo local.

### República Dominicana
El ayuntamiento constituye la entidad política administrativa básica del Estado dominicano, que se encuentra asentada en un territorio determinado que le es propio. 
El 24 de abril de 1494, fue instalado el primer Ayuntamiento del Nuevo Mundo en La Villa de La Isabela, en lo que hoy es el municipio de La Isabela en la provincia de Puerto Plata, constituyendo el principio del desarrollo en el nuevo continente, de la vida administrativa municipal y comunitaria.

### Venezuela
En Venezuela, se emplea el término municipio (a su vez, compuesto por una (1) o más "parroquias") para la división política más cercana a la ciudadanía, dirigida por un alcalde, que aprueba las determinaciones de un cuerpo legislativo, llamado Concejo Municipal. En Venezuela hay 335 municipios distribuidos en 24 entidades federales, que corresponden a 23 estados y un Distrito Capital.
El alcalde es la máxima autoridad del municipio que tiene carácter autónomo, jefe del ejecutivo municipal y administrador de los recursos propios de la municipalidad. Es electo cada cuatro años, pudiendo ser reelegido por sucesivas, gracias a una enmienda constitucional, pueden ser revocados a través de un referéndum, según lo previsto en la Constitución de la República Bolivariana de Venezuela.
Existen dos tipos de alcaldes: los convencionales que gobiernan un municipio y los alcaldes Metropolitanos los cuales dirigen una alcaldía Metropolitana, la cual está integrada por varios municipios mancomunados entre sí (como las extintas alcaldía Metropolitana de Caracas y alcaldía metropolitana del Alto Apure).
El Poder Municipal está además integrado por un órgano legislativo, el Concejo Municipal y una Contraloría Municipal que se encarga de fiscalizar la gestión económica del alcalde y los demás entes municipales. Existen además consejos comunales, órganos externos a la municipalidad, que al igual que el alcalde, tienen funciones administrativas similares, pero que son ejecutadas por colectivo de la comunidad y están limitadas a un sector específico del municipio.
La infraestructura donde se encuentra el despacho del alcalde se suele llamar "Palacio Municipal" o "Alcaldía".

### Puerto Rico
En Puerto Rico, se emplea el término municipio para la división política más cercana a la ciudadanía, dirigida por un alcalde, que aprueba las determinaciones de un cuerpo legislativo, llamado Legislatura Municipal, con de 5 a 15 miembros, dependiendo de la población del municipio. Tanto los alcaldes como los legisladores municipales son elegidos cada cuatro años por sufragio. Puerto Rico tiene 78 municipios, cada uno con su alcalde.

## Gobiernos y administraciones en otros países

### China
En China, se denominan municipios a los "municipios bajo gobierno directo" (en chino, 直辖市; pinyin, zhíxiáshì). Las cuatro municipalidades actuales son las ciudades de Pekín, Shanghái, Tianjin y el área de Chongqing. Se hallan en primer rango, en el nivel provincial, el mismo que el de las provincias en la organización territorial de China.

### Estados Unidos
En los Estados Unidos, gobierno municipal significa gobierno de una municipalidad con una distinta jurisdicción dentro del estado. Una municipalidad es una corporación local gubernamental, que puede tener el estatus de una ciudad, un pueblo o una aldea. La palabra "ciudad" es algo como una no-entidad según la ley estadounidense. En la mayoría de los estados, "pueblo" es solo un sinónimo de "ciudad"; en algunos estados, "pueblo" es sinónimo de "aldea"; y en algunos otros estados, un "pueblo" es una jurisdicción de tamaño intermedio entre "ciudad" y "aldea".
Algunas jurisdicciones municipales, incluyendo la de Ciudad de Nueva York y San Francisco son municipalidades metropolitanas. La municipalidad metropolitana es un tipo especial de municipalidad que es simultáneamente una corporación local gubernamental y una división administrativa del estado, ellas ejercen sus poderes autónomos como una ciudad, además del ejercicio de soberanía que el gobierno del estado les asigna a los condados.
En los Estados Unidos, las municipalidades están legalmente separadas de los condados. Un condado es una división administrativa del estado, mientras que las municipalidades son jurisdicciones autónomas incorporadas al estado. El grado de autonomía que se les concede depende del tipo de municipalidad.
En la mayoría de los estados, las ciudades son jurisdicciones completamente autónomas que no están sujetas a la autoridad de un condado. Inversamente, la mayoría de las aldeas tienen una autonomía limitada y están sujetas al control de la autoridad de un condado. Las ciudades típicamente tienen un alcalde, quien puede ser jefe de Estado pero no jefe de Gobierno, o puede ser ambos. Lo mismo el oficial de una aldea, quien puede tener un estatus parecido al de un alcalde, es generalmente llamado "presidente" de la aldea, no "alcalde".
Una aldea puede tener la opción de proveer ciertos servicios asociados al gobierno de una ciudad, pero generalmente no tienen la responsabilidad de proveerlos.
En California el poder de los impuestos de las municipalidades está estrictamente limitado por la Proposición 13, una enmienda de 1978 a la Constitución de California.
El tamaño de una municipalidad se extiende de muy pequeño (por ejemplo, la aldea de Dexter, Míchigan, con aproximadamente 2 500 habitantes) a muy grande (por ejemplo, Los Ángeles, California, con aproximadamente 4 millones de habitantes); por lo tanto los gobiernos municipales se extienden también de muy pequeños a muy grandes. La mayoría de las municipalidades tienen un departamento o una comisión de planeamiento. Si tienen otros departamentos o contratos fuera de los servicios (como servicios legales y de contabilidad), depende del tamaño de la municipalidad, si es una ciudad o una aldea, etc. San Francisco, por ejemplo, una municipalidad metropolitana con una población de aproximadamente 750 000 tiene un abogado elegido de la ciudad-condado, defensor público y un abogado de distrito. La Ciudad de Ypsilanti, Míchigan, con una población de aproximadamente 24 000, contrata para los servicios jurídicos a una consejería jurídica local y no tiene su propio querellante criminal o defensor público.

### Japón
En Japón, la municipalidad es la unidad de administración local en el cual se dividen las prefecturas.